# Katrin Mahlkow-Nerge
Katrin Mahlkow-Nerge (* 1965 in Rostock-Warnemünde) ist Professorin für Tierernährung an der Fachhochschule Kiel. Nach ihrer Ausbildung zur Zootechnikerin und Vollendung des Abiturs studierte sie Tierproduktion an der Humboldt-Universität in Berlin. Von 1990 bis 1999 war sie wissenschaftliche Mitarbeiterin in Dummerstorf, Mecklenburg-Vorpommern. Sie promovierte an der Universität Rostock 1999.
Von 1999 bis 2012 war sie Referentin für Rinderfütterung der Landwirtschaftskammer Schleswig-Holstein am Lehr- und Versuchszentrum Futterkamp. Von 2013 bis 2015 übernahm sie dort die Fachbereichsleitung.
2015 wurde sie als Professorin für Tierernährung an den Fachbereich Agrarwirtschaft der Fachhochschule Kiel berufen.

## Bücher
- Berthold Achler, Susanne Frank, Katrin Mahlkow-Nerge, Marion Tischer: Rinderkrankheiten erkennen, vorbeugen, behandeln.
- Fiedler Andrea, Landmann Dietrich, Maierl Johann, Mahlkow-Nerge Katrin, Maiworm Karin, Gramatte Winfried, Heutelbeck     Astrid, Müller Kerstin: Klauengesundheit beim Rind. Bundesanstalt für Landwirtschaft und Ernährung.
- Katrin Mahlkow-Nerge, Marion Tischer: Ketose, Azidose & Co.: Stoffwechsel und Tiergesundheit.
- Katrin Mahlkow-Nerge et al.: Modernes Fruchtbarkeitsmanagement beim Rind: Ein Leitfaden aus der Praxis für die Praxis. 2010, ISBN 978-3-9810575-7-7.